# Tijn Daverveld
Tijn Daverveld (Boxmeer, 29 april 2000) is een Nederlands voetballer die als verdediger speelt.

## Carrière
Tijn Daverveld speelde in de jeugd van De Willy's en UDI '19. Sinds 2008 speelt hij in de jeugd van PSV, waar hij in 2017 een contract tot 2020 tekende. Hij debuteerde op 13 januari 2019 voor Jong PSV in de Eerste divisie, in de met 2-2 gelijkgespeelde uitwedstrijd tegen Jong Ajax. Op 21 december 2019 zat hij eenmalig op de bank bij het eerste team tijdens de thuiswedstrijd in de Eredivisie tegen PEC Zwolle. In januari 2020 deed hij mee in twee vriendschappelijke duels met het eerste team. Medio 2021 ging hij naar het Cypriotische AEL Limassol. Een jaar later ging hij naar FC Wezel Sport in de Derde afdeling VV B.

## Clubstatistieken
| Seizoen     | Club        | Competitie     | Competitie | Competitie | Beker | Beker | Internationaal | Internationaal | Totaal | Totaal |
| Seizoen     | Club        | Competitie     | Wed.       | Dlp.       | Wed.  | Dlp.  | Wed.           | Dlp.           | Wed.   | Dlp.   |
| ----------- | ----------- | -------------- | ---------- | ---------- | ----- | ----- | -------------- | -------------- | ------ | ------ |
| 2018/19     | Jong PSV    | Eerste divisie | 18         | 0          | 0     | 0     | —              | —              | 18     | 0      |
| 2019/20     | Jong PSV    | Eerste divisie | 25         | 0          | 0     | 0     | —              | —              | 25     | 0      |
| Club totaal | Club totaal | Club totaal    | 43         | 0          | 0     | 0     | 0              | 0              | 43     | 0      |

Bijgewerkt t/m 27 juli 2020